# Gnophos perspersaria
Gnophos perspersaria là một loài bướm đêm trong họ Geometridae.